# Safari Express Cargo
Safari Express Cargo ist eine kenianische Frachtfluggesellschaft. Ihr Heimatflughafen ist der Flughafen Jomo Kenyatta International.

## Geschichte
Safari Express Cargo wurde im Jahr 2011 gegründet.
Im Juni 2018 wurde der Gesellschaft vom Ministerium für Zivilluftfahrt in Kenia die Lizenz (AOC) entzogen.
Im Februar 2021 war die Fluggesellschaft an humanitären Einsätzen in Somalia beteiligt.

## Flotte
Laut rzjets.com ist das einzige Flugzeug der Gesellschaft eine Fokker F 27-400 Friendship (5Y-SEP), seit November 2022 auf den Flughafen Jomo Kenyatta International geparkt.

## Zwischenfälle
- Eine Fokker F-27-500 der Safari Express Cargo (5Y-SXP) stürzte am 31. August 2014 gegen 19:45 Uhr auf einem Positionierungsflug vom Flughafen Mwanza zum Flughafen Jomo Kenyatta International nahe Kogatende im Serengeti-Nationalpark (Tansania) aus einer Höhe von 17.000 Fuß (rund 5200 Meter) aus unbekannten Gründen ab. Alle 3 Besatzungsmitglieder, die einzigen Insassen, kamen ums Leben.[5]